# فاطمه آجرلو
فاطمهٔ آجرلو (متولد ۱۳۴۵) یکی از نمایندگان زن در دوره هفتم و دوره هشتم مجلس شورای اسلامی بود. آجرلو دارای مدرک کارشناسی روان‌شناسی بالینی و کارشناسی ارشد روان‌شناسی شخصیت است. آجرلو در حوزه علمیه نیز تحصیل کرده و پیش از انتخابش به سمت نمایندگی مجلس، مسئول بسیج دانشجویی در دانشگاه آزاد اسلامی کرج و مسئول بسیج دانشجویی واحد خواهران استان تهران بوده است.
فاطمه آجرلو در انتخابات یازدهمین دوره مجلس شورای اسلامی از حوزه انتخابیه کرج ثبت نام کرد و در مرحله دوم از راه‌یابی به مجلس ناکام ماند.

## حضور در سپاه پاسداران
فاطمه آجرلو سابقه پرستاری در سپاه پاسداران و عضویت افتخاری سپاه در زمان جنگ ایران و عراق را در کارنامه خود دارد.

## صادق محصولی
آجرلو، در جریان رای اعتماد مجلس به صادق محصولی در حالیکه به گفته خود دارای روابط خانوادگی با محصولی بود و پیش‌تر از او حمایت کرده بود به عنوان نماینده مخالف نطق کرد. این نطق با مخالفت برخی نمایندگان مواجه شد. عباس‌علی نورا نماینده زابل در تذکری شفاهی گفت: «محتوای صحبت‌های آجرلو در موافقت با محصولی است نه در مخالفت با وی و این توهین به مجلس است و وقت نمایندگان مخالف را هدر می‌دهد» او در جریان معارفه محصولی به عنوان وزیر کشور نیز حضور داشت.

## معرفی به عنوان وزیر پیشنهادی
فاطمه آجرلو جزو سه زنی است که برای نخستین بار در تاریخ جمهوری اسلامی ایران، برای تصدی وزارت رفاه و تأمین اجتماعی در دولت دهم از سوی محمود احمدی‌نژاد به مجلس معرفی شدند.
وی در تاریخ ۱۲ شهریور ماه ۱۳۸۸ پس از بررسی‌های ۵ روزه مجلس شورای اسلامی در مورد وزرای پیشنهادی رئیس‌جمهور موفق به کسب رای اعتماد از مجلس نشد و با دریافت ۷۶ رای موافق، ۱۸۱ رای مخالف و ۲۹ رای ممتنع از راه‌یابی به وزارت رفاه و تأمین اجتماعی بازماند.

## شکست در انتخابات دوره یازدهم و رد صلاحیت در دوره دوازدهم مجلس
فاطمه آجرلو در یازدهین دوره انتخابات مجلس شورای اسلامی در دور دوم انتخابات از علیرضا عباسی شکست خورد و از راهیابی به مجلس بازماند. وی در دوازدهمین دوره انتخابات مجلس نیز ثبت نام نمود که صلاحیت وی توسط شورای نگهبان رد شد. سابقاً صلاحیت وی در نهمین و دهمین دوره انتخابات مجلس نیز رد شده بود.

## دیدگاه‌های سیاسی و اجتماعی
فاطمه آجرلو در طول دوران فعالیت سیاسی خود، دیدگاه‌های مختلفی را در زمینه‌های گوناگون از جمله مسائل زنان، خانواده و سیاست خارجی مطرح کرده‌است. او به عنوان یک نمایندهٔ اصول‌گرا، همواره بر ارزش‌های اسلامی و انقلابی تأکید داشته‌است.
مسائل زنان و خانواده:
- آجرلو در زمینهٔ مسائل زنان و خانواده، بر نقش محوری زنان در خانواده و جامعه تأکید کرده و معتقد است که زنان می‌توانند در عین حفظ نقش خانوادگی خود، در عرصه‌های اجتماعی و سیاسی نیز حضور فعال داشته باشند.[۱۲]
- او همچنین از سیاست‌های حمایتی دولت در زمینهٔ زنان و خانواده، مانند افزایش مرخصی زایمان و تسهیلات مربوط به مادران شاغل، حمایت کرده‌است.[۱۳]

سیاست خارجی:
- آجرلو در زمینهٔ سیاست خارجی، از سیاست‌های کلی نظام جمهوری اسلامی ایران، به ویژه در زمینهٔ مقابله با تهدیدات خارجی و حمایت از محور مقاومت، پشتیبانی کرده‌است.[۱۴]